# Bartholomæusevangeliet
Bartholomæusevangeliet er et apokryfisk skrift, der blev skrevet i det andet eller tredje århundrede, og handler om en samtale mellem den opstandne Jesus Kristus og Bartholomæus om hvad Jesus oplevede i dødsriget fra langfredag til påskedag (fra hans død til genopstandelse).